# Kateřinky (Vyklantice)
Kateřinky (německy Katharindorf) je malá vesnice, část obce Vyklantice v okrese Pelhřimov. Nachází se asi 1 km na západ od Vyklantic. V roce 2009 zde bylo evidováno 19 adres. V roce 2001 zde trvale žilo 24 obyvatel.
Kateřinky leží v katastrálním území Vyklantice o výměře 6,81 km2.